# Brumptomyia leopoldoi
Brumptomyia leopoldoi är en tvåvingeart som först beskrevs av Rodríguez M. J. D. 1953.  Brumptomyia leopoldoi ingår i släktet Brumptomyia och familjen fjärilsmyggor. Inga underarter finns listade i Catalogue of Life.